# 京都府立女子専門学校 (旧制)
| 京都府立女子専門学校 | 京都府立女子専門学校 |
| -------------------- | -------------------- |
| 創立                 | 1927年（昭和2年）    |
| 所在地               | 京都府愛宕郡松ヶ崎村 |
| 初代校長             | 鈴木博也             |
| 廃止                 | 1951年（昭和26年）   |
| 後身校               | 京都府立大学         |
| 同窓会               | 京都府立大学同窓会   |

京都府立女子専門学校 （きょうとふりつじょしせんもんがっこう） は、1927年 （昭和2年） 3月に設立された公立の旧制専門学校。後身は、京都府立大学。

## 概要
- 京都府立京都第一高等女学校 （現府立鴨沂高校） 同窓会など地元の要望に応えて設置された女子専門学校。
- 創立時は本科 （修業年限3年） に文学科・理学科 （家政科・理科） を設置した。
- 新制（京都府立）西京大学文家政学部の前身である （現 京都府立大学文学部・公共政策学部・生命環境学部）。
- 同窓会は 「京都府立大学同窓会」 と称し、旧制・新制合同の会である。

## 沿革
- 1927年3月30日： 専門学校令により京都府立女子専門学校設立認可 （文部省告示第154号）。
  - 校地は京都府愛宕郡松ヶ崎村 （現京都市左京区） として申請していた。
- 1927年4月1日： 京都府立女子専門学校開校。25日、第1回入学式。
  - 本科の修業年限3年、入学資格： 5年制高等女学校卒業程度。
  - 文学科、理学科 （家政科・理科） を設置。
  - 京都府立京都第一高等女学校の専攻科旧校舎を仮校舎として使用。

京都府立女専は昭和恐慌の最中の開校であり、京都府の財政状況は厳しく、専用校地の取得も実現しなかった。また、入学者数も少ない状態が続いていた。1931年秋、京都府会の多数派、民政倶楽部は府立女専の1932年度生徒募集停止を含む予算案を通常府会に提出。
- 1931年10月31日： 新聞各紙にて京都府立女専廃止報道。
- 1931年11月11日： 父兄大会、廃止反対を決議、廃校阻止実行委員会を設置。
京都府教育会、廃止反対声明。
- 1931年11月15日： 京都婦人大会、女専廃止反対決議。
- 1931年11月19日： 民政倶楽部、運営のための寄付金が得られれば存続を認める方向に軟化。
- 1931年11月21日： 新京阪鉄道 （現阪急電鉄） から校舎敷地寄附の申し出。
- 1931年12月9日： 民政倶楽部、女専存続へ転化。
- 1931年12月16日： 京都府会、女専存続・校舎新築予算可決。
- 1933年4月： 京都市右京区桂へ移転。以後、桂女専の別名でも呼ばれた。
  - 理学科理科を廃止、理学科家政科を家庭科裁縫科と改称。家庭科家事科を新設。
- 1943年3月： 理学科を新設。
- 1943年4月： 文学科を国語科、家政科家事科を家政科保健科と改称。
- 1944年4月： 理学科を物理化学科、家政科裁縫科を家政科被服科と改称。
- 1947年10月： 家政科保健科を生活科と改称。
- 1948年7月： 文部省に府立農専・府立女専を母体とする新制府立大学設置申請。
- 1949年2月11日： 文部省より新制府立大学設置認可。
- 1949年4月： 新制京都府立西京大学 （文家政学部、農学部） 発足。 
  - 府立女専は文家政学部 （文芸学科、福祉児童学科、生活科学科） の母体となった。
- 1951年3月31日： 旧制京都府立女子専門学校、廃止。
- 1959年：大学名を京都府立大学に改称。

## 歴代校長
- 初代： 鈴木博也 （1927年3月 - 1927年10月）　* 府立第一高等女学校校長
- 第2代： 栗原清治 （1927年10月 - 1932年7月）
  - 校長事務取扱： 荒瀬邦介 （1932年7月14日 - 1932年7月19日）
- 第3代： 桜井賢三 （1932年7月 - 1935年6月）
- 第4代： 荒瀬邦介 （1935年6月 - 1941年5月）
- 第5代： 青柳泰雄 （1941年5月 - 1943年3月26日死去）
  - 校長事務取扱： 鷲尾竜潭 （1943年3月 - 1943年5月）
- 第6代： 三国谷三四郎 （1943年5月 - 1946年10月）
  - 校長事務取扱： 園正造 （1946年10月 - 1947年4月）
- 第7代： 園正造 （1947年4月 - 1951年3月）　* 新制西京大学初代学長

## 著名な出身者
- 鷹司誓玉

## 校地
創立当初は府立京都第一高等女学校の専攻科旧校舎を仮校舎として使用 （現在は後身校の京都府立鴨沂高等学校校地）。財政難で専用校地取得の目処も立たず、1931年（昭和6年）秋には府会で廃校が決議されかけたが、支援者の寄付金等により一転存続となった。1933年（昭和8年）4月、新京阪鉄道より寄附された右京区桂市ノ前町（現在の西京区）の土地に校舎が新築され移転。以後、廃校まで同地を使用した。
後身の新制西京大学文家政学部・同短期大学部は桂校地で発足したが、1962年（昭和37年）4月、左京区下鴨の農学部キャンパス （旧農専校地） に移転し、キャンパス統合が実現した。桂校地跡には1968年（昭和43年）9月に京都市立桂小学校東分校が設置され、翌1969年（昭和44年）には独立校の京都市立桂東小学校となり今に至っている。

## 関連事項
- 京都府立大学
- 京都府立大学女子短期大学部
- 旧制専門学校
- 高等女学校
- 学制改革

## 関連書籍
- 京都府立大学百年誌編纂委員会（編）　『京都府立大学百年誌』　京都府立大学開学百周年記念事業会、1995年11月。